# Dwight (Dakota du Nord)
Pour les articles homonymes, voir Dwight.
Dwight est une ville située dans le comté de Richland, dans l’État du Dakota du Nord, aux États-Unis. Lors du recensement de 2010, sa population s’élevait à 82 habitants.

## Histoire
Fondée en 1880, la ville de Dwight tient son nom du représentant Jeremiah W. Dwight.

## Démographie
| Groupe            | Dwight | Dakota du Nord | États-Unis |
| ----------------- | ------ | -------------- | ---------- |
| Blancs            | 88,3   | 90,0           | 72,4       |
| Autres            | 0      | 10,0           | 27,6       |
| Total             | 100    | 100            | 100        |
|                   |        |                |            |
| Latino-Américains | 0      | 2,0            | 16,7       |

Selon l'American Community Survey, pour la période 2011-2015, 80,56 % de la population âgée de plus de 5 ans déclare parler l'anglais à la maison et 19,44 % déclare parler l'espagnol.
| 1920 | 1930 | 1940 | 1950 | 1960 | 1970 |
| ---- | ---- | ---- | ---- | ---- | ---- |
| 139  | 104  | 168  | 129  | 101  | 93   |

| 1980 | 1990 | 2000 | 2010 | - | - |
| ---- | ---- | ---- | ---- | - | - |
| 72   | 83   | 75   | 82   | - | - |

## Source
- (en) Cet article est partiellement ou en totalité issu de l’article de Wikipédia en anglais intitulé « Dwight, North Dakota » (voir la liste des auteurs).